# مارکو روسو (بازیکن فوتبال)
مارکو روسو (انگلیسی: Marco Russo؛ زادهٔ ۲۵ آوریل ۱۹۸۲) بازیکن فوتبال اهل ایتالیا است.
از باشگاه‌هایی که در آن بازی کرده‌است می‌توان به باشگاه فوتبال رجینا، باشگاه فوتبال ویرتوس انتلا، باشگاه فوتبال پادوا، باشگاه فوتبال آ. ث. لومتزانه، باشگاه فوتبال بیرمنگام سیتی، و باشگاه فوتبال داندی اشاره کرد.
وی همچنین در تیم ملی فوتبال Italy U15 بازی کرده‌است.